# Amicia fimbriata
Amicia fimbriata är en ärtväxtart som beskrevs av Carl Ernst Otto Kuntze. Amicia fimbriata ingår i släktet Amicia och familjen ärtväxter. Inga underarter finns listade i Catalogue of Life.